# Trichorthosia
Trichorthosia is een geslacht van vlinders van de familie Uilen (Noctuidae), uit de onderfamilie Hadeninae.

## Soorten
- T. aselenograpta Dyar, 1916
- T. clarcana Dyar, 1916
- T. diplogramma Schaus, 1903
- T. ferricola Smith, 1905
- T. isa Beutelspacher, 1983
- T. parallela Grote, 1883
- T. tristis Barnes & McDunnough, 1910